# ナルエー
株式会社ナルエーは、東京都台東区に本社を置くパジャマおよびびルームウェア、下着の製造販売卸会社。

## 概説
パジャマ・ルームウェアはこの3つのブランドにて展開。
- 社名ナルエーを冠したパジャマブランド「ナルエーカンパニーリミテッド」
- 大人のフェミニンを身上とした「ムーンタン」
- フェミニン＆キュートなムーンタンの妹ブランド「ムーンタン・ピンクレーベル」

他にブラジャー、インナーウェアを中心としたライフスタイルアイテムを提案する「N-narue」。
小売店舗を多く持たず、ポップアップや卸売りを取引のメインとするビジネスモデル。
そのためコンシューマーへの訴求は少ないものの全国百貨店及び小売店のバイヤーより支持を得る。またその知名度の低さから知る人ぞ知るブランドとしてスタイリストからも好まれる。
ドラマ、CM、映画、雑誌等に多く起用される。
そのデザインテイストが話題を呼び、数多くのコラボ企画が実現する。
セーラームーンコラボ企画。サンリオコラボ。銀魂コラボ。ANA全日空コラボ、伊勢丹コラボ、ショップチャンネルコラボなどが好評を博す。
近年ではバイヤーだけではなく故人の小林麻央や若手モデルの藤田優菜ら著名人もファンとして、ブログ、SNS等を通じて手を挙げている。

## 沿革
- 1968年 - 千代田区飯田橋にてラウンジウェアの製造加工販売開始
- 1969年 - 株式会社ナルエーを設立。パジャマを主体とした製造卸を行う。
- 1981年 - 中央区日本橋浜町に移転。
- 1987年 - 商事部を分離独立し、ナルエインターナショナル株式会社設立。（現在、物流、輸入部門をなす）
- 1993年 - 物流拠点のナルエーデリバリーセンターを設立。
- 1995年 - 卸売り場の多くの「ナルエーらしい下着を」の要望よりブラジャーを出品。現在に至る。
- 2001年 - オンラインショップオープン
- 2008年 - 本社兼ショールームを台東区浅草橋に移転
- 2016年 - 銀座インズに直営店舗「イン・ハー・ルーム」を出店
- 2018年 - パリの老舗「スクレ by ラデュレ」とライセンス契約を結ぶ。